# Scenes from an Italian Restaurant
Scenes from an Italian Restaurant è un brano musicale di Billy Joel pubblicato nell'album del 1977 The Stranger. Nel 2021, Rolling Stone la inserisce alla 324ª posizione come migliore canzone di tutti i tempi nella lista aggiornata delle 500 migliori canzoni di tutti i tempi.

## Storia del brano
Sebbene non sia mai stata pubblicata come singolo, è diventata una delle composizioni più celebrate di Joel sia dai fan che dai critici; appare nella maggior parte delle sue compilation ed è uno brani preferiti dal vivo. In un'intervista, Joel cita il lato B dell'album dei Beatles Abbey Road come una delle sue principali influenze musicali.
Con 7 minuti e 37 secondi, è il più lungo dei brani in studio di musica rock di Joel, superato solo dalle registrazioni dal vivo e da cinque tracce dell'album classico di Joel del 2001 Fantasies & Delusions. Il 6 maggio 1977, prima dell'uscita ufficiale, Joel la presentò in anteprima in un'esibizione al C. W. Post Campus della Long Island University. Joel ha dedicato quella performance a Christiano's, un ristorante nella vicina frazione di Syosset, che è stato aperto fino a febbraio 2014. Anni dopo, in un concerto a Manhattan, Joel ha ammesso che il grido al ristorante locale era simile al grido di "yankees".

## Composizione e analisi
La canzone è effettivamente un mix di tre pezzi distinti. Inizia come una dolce e melodica ballata al pianoforte che raffigura, in prima persona, una scena di due vecchi compagni di classe che si ritrovano in un ristorante italiano. Segue una sezione ritmata influenzata dal jazz, mentre i compagni di classe si aggiornano sulle vite degli altri e iniziano a ricordare i tempi passati. Gli assoli di clarinetto, trombone, tuba e sassofono conducono poi in una sezione rock and roll, che Joel chiama "The Ballad of Brenda and Eddie". Questa sezione racconta una storia in terza persona sugli innamorati del liceo che erano una coppia "it", giovani sposi che divorziano rapidamente. Il tempo poi rallenta mentre la canzone torna allo stile della prima sezione e delle due parti con affetto, con un personaggio che osserva "Ci vediamo quando vuoi / Al nostro ristorante italiano".

### Introduzione (ristorante italiano) (0:00–1:43)
La canzone inizia con un'introduzione al pianoforte nello stile di una ballata media (70 bpm). Le prime righe "Una bottiglia di bianco, una bottiglia di rosso" sono raccontate in prima persona e allestiscono la scena del ristorante italiano. Lo stesso Joel ha osservato che questa frase è stata usata come una storia da incorniciare, con gli amici che ricordano i bei vecchi tempi. I versi "Ci vediamo quando vuoi / Nel nostro ristorante italiano" terminano questa sezione e si passa a un assolo di sassofono suonato da Richie Cannata al sassofono tenore. Viene utilizzato come passaggio tra l'ingresso nel ristorante e la discussione.

### Transition e Dixieland jazz (1:44–2:47)
Il tempo aumenta a circa 95 bpm con uno staccato di pianoforte che avanza. Il narratore dice agli altri che "Le cose vanno bene per me in questi giorni / ho un buon lavoro, ho un buon ufficio". Questo è un piccolo scambio prima che continuino a discutere del passato. Con le righe "Ti ricordi quei giorni al Village Green?" lo stile cambia in Dixieland jazz. Joel fa riferimento a questo cambiamento di stile nei versi "Hai fatto cadere una moneta nella scatola e hai suonato una canzone su New Orleans", riferendosi a dove ha avuto origine lo stile musicale. Una melodia di sassofono soprano viene suonata su strumenti tradizionali Dixieland come tuba, clarinetto e trombone.

### Piano solo (2:48–3:02)
L'assolo di pianoforte è un pezzo frenetico utilizzato come transizione tra la storia che incornicia il ristorante italiano e i giorni del liceo. Joel usa ottave alternate al basso e suona una melodia discendente nella mano destra.

### The Ballad of Brenda and Eddie (3:03–5:59)
La sezione più lunga della canzone è quella che Joel stesso chiama "The Ballad of Brenda and Eddie", un pezzo rock and roll. In questo, il narratore (in terza persona) parla di due innamorati del liceo, Brenda ed Eddie. Dice "Brenda ed Eddie erano i famosi steadies e il re e la regina del ballo di fine anno" e "Nessuno sembrava più bello / O era più un successo al Parkway Diner / Non sapevamo che avremmo potuto desiderare di più dalla vita / Sicuramente Brenda ed Eddie saprebbero sempre sopravvivere". Questo dimostra che apparentemente erano la coppia ideale e sarebbero sempre riusciti a cavarsela. Il narratore poi dice che hanno deciso di sposarsi nell'estate del 1975 e che "tutti dicevano che erano pazzi". Tuttavia, indica che questa scintilla di romanticismo ha iniziato a svanire una volta che il tempo è passato, dicendo "Hanno iniziato a litigare quando i soldi sono diminuiti / E semplicemente non contavano le lacrime". Quindi il narratore ci dice che hanno divorziato.

### Chiusura (6:00–7:37)
Il passaggio alla sezione finale include una grandiosa sezione di archi che poi torna al pianoforte e allo stile dell'introduzione, indicando che la canzone è ora tornata nel ristorante italiano. I testi finali confermano che siamo tornati in questo periodo di tempo. La canzone si conclude con un assolo di sassofono simile al primo.

## Musicisti
- Billy Joel - voce solista e di supporto, pianoforte acustico
- Dominic Cortese – fisarmonica
- Steve Burgh - chitarra solista elettrica
- Hugh McCracken - chitarra ritmica acustica
- Doug Stegmeyer – basso
- Liberty DeVitto – batteria
- Richie Cannata – sassofono, flauto, clarinetto

## Gradimento
La canzone è stata molto acclamata nelle recensioni, con Scott Floman, critico musicale per la rivista Goldmine, che ha descritto la canzone come un "capolavoro epico a più sezioni che inizia come una lenta ballata fumosa, si sviluppa fino a diventare uno rock sbarazzino con un sapore New Orleans che mostra anche l'abilità di Joel nel raccontare storie e creare rime, prima di tornare finalmente di nuovo nel territorio delle ballate fumose".
Nella classifica di Rolling Stone è al numero 324 nella lista delle 500 migliori canzoni di tutti i tempi.

### I commenti di Joel
Dopo anni di speculazioni su quale ristorante abbia ispirato la canzone, Joel ha dichiarato in un'intervista inclusa nel DVD The Stranger 30th Anniversary Edition del 2008 che la canzone è stata scritta su "Fontana di Trevi", un ristorante di fronte alla Carnegie Hall, che ha frequentato durante una serie di concerti del giugno 1977. La frase caratteristica della canzone, "Una bottiglia di rosso, una bottiglia di bianco, qualunque sia l'umore di questa sera", gli è stata effettivamente pronunciata da un cameriere al Fontana di Trevi mentre Joel ordinava. Ha inoltre affermato che il ristorante nella storia ha più di una controparte nella vita reale; tuttavia, aveva in mente Fontana di Trevi mentre scriveva la canzone.
In un'intervista a The Late Show with Stephen Colbert, Joel ha definito questa canzone la sua preferita delle sue stesse composizioni.

### Apparizione nei media:Movin' Out
I personaggi di Brenda ed Eddie di questa canzone sono diventati i personaggi principali del musical di Broadway del 2002 Movin' Out. La canzone racconta la storia dei due attraverso il loro amore al liceo, il loro matrimonio e, infine, il divorzio avvenuto poco dopo. Movin' Out racconta questa storia tra le altre, anche se con un leggero cambiamento, infatti la storia in Movin' Out è ambientata nel 1965 invece che nel 1975.